# Robert Stawell Ball
Robert Stawell Ball, FRS (Dublin, Irska, 1. srpnja 1840. – Cambridge, Engleska, 25. studenoga 1913.), irski astronom, utemeljitelj teorije vijaka.

## Životopis
Sin je prirodopisca Roberta Balla i Amelije Gresley Hellicar. Rođen je u Dublinu.
Radio je za lorda Rossea od 1865. do 1867. godine. Godine 1867. postao je profesorom primijenjene matematike na Kraljevskom koledžu u Dublinu. Ondje je predavao mehaniku.
Godine 1874. postavljen je na mjesto Kraljevskog astronoma Irske i Andrewsovog profesora astronomije na Sveučilištu u Dublinu u zvjezdarnici u Dunsinku kod Dublina.
Znanosti je pridonio na području kinematike delineariziranjem razmještenosti vijka. Njegov rad The Theory of Screws (1876.) danas je javno dobro. Ballov rad na dinamici vijaka donio mu je Cunninghmamovu medalju Kraljevske irske akademije.

## Drugi projekti
- Robert Stawell Ball
- Robert Stawell Ball

## Vanjske poveznice
- Ballovi radovi na Projektu Gutenberg
- Ballovi radovi i radovi o Ballu na Internet Arhivu
- Ballovi radovi na LibriVoxu (audioknjige koje su javno dobro)
- G.L. Herries-Davies Sir R.S. Ball na koledžu Trinity u Dublinu
- Otkrića
- Robert Stawell Ball na Find a Grave